# Wunderland (Fernsehsendung)
Wunderland ist ein 1983 zweimal im Ersten Deutschen Fernsehen und im ORF ausgestrahlter Fernsehfilm mit Gustl Bayrhammer, in dem Bayrhammer ein Wunderland besucht, in dem Figuren aus Comics, Märchen und Legenden leben.

## Entstehung
Die Leser der Fernsehzeitschrift Hörzu wählten 1983 die beliebtesten Figuren für Kinder. Aus dieser Auswahl entstand dieser TV-Film, in dem Bayrhammer nacheinander auf diese Figuren trifft, die hier meist von bekannten Schauspielern oder Sängern verkörpert wurden und meist ein Lied singen.
Die Sendung war eine Gemeinschaftsproduktion von BR, WDR und ORF. Das Drehbuch stammt von André Heller und Bob Rooyens, der auch Regie führte.
Die Lieder wurden bis auf wenige Ausnahmen (Heidi und Biene Maja) speziell für diese Sendung geschrieben und decken verschiedene Musikrichtungen von NDW bis zur Ballade ab. Sie wurden auch auf LP und MC beim Label CBS veröffentlicht. Ungewöhnlicherweise stammen die neu geschriebenen Lieder von keinem einzelnen Komponisten, sondern wurden unter anderem von Francis Lai, Christian Bruhn, Ralph Siegel, André Heller, DÖF, Michael Kunze, Roland Heck, Gerd Köthe, Bernd Meinunger und Ingfried Hoffmann verfasst.
Rechtliche Probleme gab es offenbar bei den Disney-Charakteren. Obwohl Micky Maus, Donald Duck und die sieben Zwerge kurz in dieser Sendung zu sehen sind, tauchen sie nicht in eigenen Liedern auf. Das Lied über Donald wurde nur auf der LP veröffentlicht (in der Sendung sieht Bayrhammer kurz den Disney-Film Uncle Donald's Ants aus dem Jahre 1952, allerdings wird er spiegelverkehrt gezeigt), bei dem Lied Maus-Aerobic sieht man nur als Mäuse verkleidete Kinder, von denen eine Micky genannt wird, und auch beim Lied über Schneewittchen sind nicht die Disney-Zwerge zu sehen (diese tauchen erst bei der Abschlussnummer kurz im Bild auf, das Design von Schneewittchen ist deutlich an das aus dem Disneyfilm angelehnt). Auf dem Plattencover werden Micky Maus und Donald Duck allerdings offen so bezeichnet.

## Handlung
Gustl Bayrhammer begibt sich zusammen mit den Fernsehzuschauern ins Wunderland, das aus einem riesigen Meer mit 3333 Trauminseln und zahlreichen Regenbogen besteht. Bayrhammer trifft auf einen ständig niesenden Regenbogenputzer, mit dem er einen Regenbogen erklettert, um die schöne Aussicht zu genießen. Von dort sieht er auch ein Schiff, auf dem Asterix und Obelix ein Lied singen.
Anschließend taucht aus dem Meer ein Zirkus auf, in dem Bayrhammer zwei Clowns bei ihrer Aufführung zuschaut. Erstaunt stellt er fest, dass das Publikum nur monoton klatscht, aber nie lacht. Von den Clowns erfährt er, dass dies Menschen sind, die an der Ernstkrankheit leiden und das Lachen erst wieder lernen müssen.
Als Nächstes tritt der Zirkusdirektor (Roberto Blanco) auf und kündigt die nächsten Attraktionen an: Den singenden Elefanten Benjamin Blümchen (der hier noch auf vier Beinen läuft und mit der heute bekannten Trickfilmfigur optisch kaum Ähnlichkeiten hat) und die Biene Maja, die ihre Flugkunststücke aufführt, während Karel Gott ihr Lied singt. Danach führen mehrere als Mäuse verkleidete Kinder eine Aerobic-Nummer vor.
Bayrhammer verlässt den Zirkus und will auf einem Sprungbrett am Meer ein paar gymnastische Übungen machen, doch die beiden Zirkusclowns schubsen ihn ins Wasser. Unter Wasser landet Bayrhammer in einem Unterwasserkino, in dem ein Ausschnitt des Donald-Duck-Trickfilms Tee für Zweihundert gezeigt wird. In einer Luftblase gelangt er anschließend wieder an die Wasseroberfläche und trifft einen riesigen Riesen, der ihm ein Schattenspiel über Schneewittchen vorführt.
Danach trifft Bayrhammer auf Max und Moritz (DÖF), zwei Punker mit Spraydosen, die zum Ärger des Regenbogenputzers die Regenbogen beschmieren, weil es im Wunderland keine grauen Mauern gibt. Mit einem Heißluftballon fliegt er anschließend zu Heidi, wo er auch auf einen jodelnden Räuber Hotzenplotz (Fredl Fesl) und Till Eulenspiegel (Dieter Hallervorden) trifft.
Eulenspiegel verspricht Bayrhammer, ihn zu sich selbst zu führen. Er bringt ihn zu Meister Eder (Gustl Bayrhammer) und seinem Kobold Pumuckl. Zur Entspannung will Bayrhammer mit einem Western-Flipper spielen, in dem er Winnetou (Pierre Brice) und Robin Hood (Reiner Schöne) sieht.
Zurück am Meer trifft Bayrhammer danach auf einen traurigen Pinocchio, der Liebeskummer hat. In einer riesigen Träne von Pinocchio fällt Bayrhammer an einem Fenster der Villa Kunterbunt vorbei, in der er Pippi Langstrumpf (Beatrice Richter) sieht, bevor er schließlich auf einer großen Bühne landet, in der zahlreiche Bewohner des Wunderlands die Abschlussnummer aufführen.

## Songs
Folgende Songs wurden in dieser Sendung gesungen:
- Katja Ebstein: Wunderland
- Hans Clarin & Raimund Harmstorf: Asterix und Obelix
- Edgar Ott: Elefanten-Rap
- Karel Gott: Biene Maja
- Roberto Blanco: Maus-Aerobic
- Paola: Spieglein, Spieglein an der Wand
- DÖF: Das allerschönste Gefühl (Max und Moritz)
- Gitti und Erica: Heidi
- Fredl Fesl: Ich bin der Räuber Hotzenplotz
- Dieter Hallervorden: Till Eulenspiegel
- Hans Clarin & Gustl Bayrhammer: Ene-Mene-Mint
- Pierre Brice: Bruder, wohin gehst Du?
- Reiner Schöne: Robin Hood, reite weiter durch die Welt
- Hermann Prey: Pinocchio’s Lied
- Beatrice Richter: Villa Kunterbunt
- Wunderland Chor und Orchester: Im Wunderland sind wir zu Haus’ (auf LP/MC in einer gekürzten Fassung)

Nur auf der LP und MC zur Sendung war folgendes Lied zu finden:
- Wunderland Chor: Ein dreifach Hoch auf Donald Duck

2006 erschienen acht der Lieder auf der CD-Box Kult & Kostbarkeiten.
Seit 2008 sind alle 17 Lieder als Download-Album erhältlich, das den Titel 25 Jahre Wunderland hat.

## Besonderheiten
Beim Inhalt der Lieder nahmen sich die Autoren gewisse Freiheiten und wichen leicht vom Originalcharakter ab.
- Asterix und Obelix singen, dass sie in dem „Dörfchen Kleinbonum“ leben würden. Kleinbonum ist jedoch der Name eines der Römerlager in der Nähe des namenlosen Gallier-Dorfes.
- Robin Hood singt über sich seltsamerweise in der dritten Person, als würde es ihn nicht mehr geben.
- Pinocchio singt, er habe ein liebendes Herz wie jeder andere Mann, während in den Büchern die Holzpuppe das noch unreife Kind darstellt.
- Auch sehr ungewohnt war die Darstellung des Räuber Hotzenplotz, der darüber singt, dass seine größte Leidenschaft das Jodeln sei, was in den Büchern von Otfried Preußler keine Entsprechung hat. Die in den Büchern erwähnten Eigenschaften hingegen bleiben allesamt unerwähnt, ebenso Kasperl und Seppel.